# Coupe de France de football 1922-1923
 (juillet 2020).
La mise en forme du texte ne suit pas les recommandations de Wikipédia : il faut le « wikifier ».
Les points d'amélioration suivants sont les cas les plus fréquents. Le détail des points à revoir est peut-être précisé sur la page de discussion.
- Les titres sont pré-formatés par le logiciel. Ils ne sont ni en capitales, ni en gras.
- Le texte ne doit pas être écrit en capitales (les noms de famille non plus), ni en gras, ni en italique, ni en « petit »…
- Le gras n'est utilisé que pour surligner le titre de l'article dans l'introduction, une seule fois.
- L'italique est rarement utilisé : mots en langue étrangère, titres d'œuvres, noms de bateaux, etc.
- Les citations ne sont pas en italique mais en corps de texte normal. Elles sont entourées par des guillemets français : « et ».
- Les listes à puces sont à éviter, des paragraphes rédigés étant largement préférés. Les tableaux sont à réserver à la présentation de données structurées (résultats, etc.).
- Les appels de note de bas de page (petits chiffres en exposant, introduits par l'outil «  Source ») sont à placer entre la fin de phrase et le point final[comme ça].
- Les liens internes (vers d'autres articles de Wikipédia) sont à choisir avec parcimonie. Créez des liens vers des articles approfondissant le sujet. Les termes génériques sans rapport avec le sujet sont à éviter, ainsi que les répétitions de liens vers un même terme.
- Les liens externes sont à placer uniquement dans une section « Liens externes », à la fin de l'article. Ces liens sont à choisir avec parcimonie suivant les règles définies. Si un lien sert de source à l'article, son insertion dans le texte est à faire par les notes de bas de page.
- La présentation des références doit suivre les conventions bibliographiques. Il est recommandé d'utiliser les modèles {{Ouvrage}}, {{Chapitre}}, {{Article}}, {{Lien web}} et/ou {{Bibliographie}}. Le mode d'édition visuel peut mettre en forme automatiquement les références.
- Insérer une infobox (cadre d'informations à droite) n'est pas obligatoire pour parachever la mise en page.

Pour une aide détaillée, merci de consulter Aide:Wikification.
Si vous pensez que ces points ont été résolus, vous pouvez retirer ce bandeau et améliorer la mise en forme d'un autre article.
Navigation
Coupe de France 1921-1922 Coupe de France 1923-1924
La Coupe de France de football 1922-1923 est la sixième édition de la compétition. Elle est remportée par le Red Star pour la troisième année consécutive. Le club bat en finale le FC Cette sur le score de quatre buts à deux.

## 1ertour
Le 1er tour se joue le 17 septembre 1922.

à Abbeville : Sporting Club Abbevillois (ABBEVILLE) - Sporting Club de DOUAI 2-0
à Alais : Red Star Club Alésien (ALAIS) – Amicale Laïque de LANGON 7-0
à Tours : Club Sportif Bessonneau « Jean Bouin » (ANGERS) - Union Sportive Tourangelle (TOURS) 5-1
à Annemasse : Union Sportive d’ANNEMASSE - Stade Unioniste Lyonnais (LYON) 5-0
à Antibes : ANTIBES Olympique – Sporting Club de MARSEILLE 2-0
aux Pavillons sous Bois : Union Sportive Asniéroise (ASNIERES) – Stade de l’Est (LES PAVILLONS SOUS BOIS) 5-2
à Watten : Union Sportive Auchelloise (AUCHEL) – Club Sportif de WATTEN 4-3
à Decize : Association de la Jeunesse Auxerroise (AUXERRE) - Association Sportive Decizoise (DECIZE) 2-1
à Avensnes : Union Sportive Avesnoise (AVESNES) – DENAIN Athlétique Club 3-0
à Avilly-Saint Léonard : Club Sportif d’AVILLY-SAINT LEONARD – Football Club Mohonnais (MOHON) 5-1
à Cazères sur Garonne : Luchon Olympique (BAGNERES DE LUCHON) – Union Sportive Cazérienne (CAZERES SUR GARONNE) 3-1
à Audincourt : Union Sportive Belfortaine (BELFORT) – Sporting Club d’AUDINCOURT 6-1
à Auxerre : Racing Club Franc Comtois (BESANCON) - Alliance Vélo Sportive Auxerroise (AUXERRE) 5-2
à Béthune : Stade Béthunois (BETHUNE) – Excelsior Club de TOURCOING 3-2
à Bischwiller : Football Club BISCHWILLER 07 – Club Sportif Orne 1919 (AMNEVILLE) 3-0
à Angoulême : Sports Athlétiques Bordelais (BORDEAUX) – La Jeanne d’Arc d’ANGOULEME 6-0
à Bordeaux : Stade Bordelais Université Club (BORDEAUX) – Stade Montois (MONT DE MARSAN) 4-3
à Billancourt : Club Olympique de Billancourt (BOULOGNE SUR SEINE) – Stade Saint Justois (SAINT JUST EN CHAUSSEE) : 4-0
à Braux : Football Club de BRAUX - Club Athlétique du Rosaire (PARIS) 2-0
à Brest : L’Armoricaine de BREST – Stade Quimpérois (QUIMPER) 3-2
à Brest : Association Sportive Brestoise (BREST) – La Démocrate (SAINT PIERRE QUILBIGNON) 3-0
à Bruay-les-Mines : Union Sportive Bruaysienne (BRUAY LES MINES) – Amical Club des Arts de ROUBAIX 1-0
à Bully-les-Mines : Etoile Sportive Bully-Grenay (BULLY LES MINES) – Association Sportive Tourquennoise (TOURCOING) 4-0
à Calais : Club Sportif Calaisien (CALAIS) – Stade Héninois (HENIN LIETARD) 5-1
à Carmaux : Etoile Carmausine (CARMAUX) – REVEL Sports 1-0
à Caudry : Star Club Caudrésien (CAUDRY) – Union Sportive de BERLAIMONT 3-1
à Limoges : CENON Sports - Club Athlétique de Préparation Olympique (LIMOGES) 5-1 ap
à Chalon-sur-Saône : Club Athlétique de l’Indépendance (CHALON SUR SAÔNE) – Excursionnistes Lyonnais (LYON) 2-1
à Châlons-sur-Marne : Sporting Club Châlonnais (CHÂLONS SUR MARNE) – Stade Jean Macé de TROYES 4-2
à Charenton : Stade Olympique de l’Est (CHARENTON) - Club Athlétique des Sports Généraux d’ORLEANS 8-0
à Châteauroux : Association Sportive de CHATEAUROUX – Section Athlétique Universitaire de LIMOGES 2-2
à Château-Thiery : Cercle Sportif de CHATEAU THIERRY – Union Sportive de VILLEMOMBLE 4-2
à Paris : Stade Union Chaumontais (CHAUMONT) - Union Athlétique Intergadz’Arts (PARIS) 3-1
à Compiègne : Stade Compiégnois (COMPIEGNE) – Union Sportive du Marais (PARIS) 2-1 ap (réclamation)
à Creil : Association Sportive Creilloise (CREIL) – Club Athlétic d’Enghien (ENGHIEN LES BAINS) 3-0
à Desvres : Jeunesse Sportive Desvroise (DESVRES) - Olympique Sporting Club Boulonnais (BOULOGNE SUR MER) 2-0
à Dijon : Eveil Sportif de DIJON – Union Sportive Dôloise (DÔLE) : victoire de Dijon (décision commission Coupe)
à Dunkerque : Union Sportive de DUNKERQUE-MALO – Union Sportive Roubaisienne (ROUBAIX) 4-2
à Cherbourg : Union Sportive Equeurdrevillaise (EQUEURDREVILLE) – Association Sportive de TROUVILLE-DEAUVILLE 1-0
à Roubaix : Sporting Club Fivois (FIVES) – Club Athlétique Delezenne (ROUBAIX) 6-1
à Floirac : FLOIRAC Club – Sporting Club d’ANGOULEME 4-2
à Fougères : Le Drapeau de FOUGERES – Club Sportif Fougerais (FOUGERES) : forfait du Club Sportif
à Villers-Cotterets : Union Sportive Gennevilloise (GENNEVILLIERS) - Union Sportive de VILLERS-COTTERETS 1-0
à Granville : Stade Granvillais Athlétic Club (GRANVILLE) – Club Sportif Coutançais (COUTANCES) 7-5 ap
à Grenoble : Sporting Club de GRENOBLE – Union Amicale des Anciens Elèves des Ecoles Laïques du 1er arrondissement de LYON 3-1
à Haguenau : Football Club d’HAGUENAU – Union Sportive de FORBACH 3-2
à Ivry-sur-Seine : Club Athlétique d’Ivry (IVRY SUR SEINE) – Stade Saint Germanois (SAINT GERMAIN EN LAYE) 5-3 ap
à Juvisy-sur-Orge : Etoile Sportive de Juvisy (JUVISY SUR ORGE) – Cercle Athlétique de VILLENEUVE-SAINT GEORGES 5-1
à La Garenne-Colombes : Association Fraternelle de LA GARENNE COLOMBES – Union Sportive Orléanaise de Préparation Olympique (ORLEANS) 10-0 
à Laval : Stade Lavallois (LAVAL) – Union Sportive de Beauregard (LAVAL) 2-1
à Deville-les-Rouen : Stade Havrais (LE HAVRE) – Amicale Laïque de DEVILLE LES ROUEN 3-2
au Perreux : Association Sportive Française du Perreux (LE PERREUX) – Association Sportive des Transports (PARIS) 10-2
au Petit-Quevilly : Union Sportive Quevillaise (LE PETIT QUEVILLY) – Etoile Sportive Bienfaisance (PARIS) 8-0
à Maisons-Laffitte : Union Sportive du Vésinet (LE VESINET) – Union Sportive de MAISONS-LAFFITTE 3-2
à Lingolsheim : Football Club de LINGOLSHEIM – Union Lorraine de MOYEUVRE GRANDE 3-2 ap
à L’Isle-Adam : Union Sportive de L’ISLE ADAM-PARMAIN – PARIS Université Club 2-1
à Lorient : LORIENT Sports – Athlétic Club de la Loire (NANTES) 4-1
à Lourches : Sporting Club Lourchois (LOURCHES) – Club Athlétique de PERONNE 2-0
à Lunel : Gallia Club Lunellois (LUNEL) – Union Sportive Marseillaise (MARSEILLE) 6-0 ou 6-5 selon les sources
à Lunéville : Union Sportive de LUNEVILLE – Vie Sportive de MOLSHEIM 6-0
à Lyon : Eveil de LYON - Athlétic Club Stéphanois (SAINT ETIENNE) 3-0
à Moulins : Football Club de LYON - Football Club Moulinois (MOULINS) 4-0
à Lyon : LYON Olympique Universitaire – Club Sportif de la Chaléassière (SAINT ETIENNE) : forfait de Chaléassière
à Lyon : Rhône Sportif (LYON) – Union Sportive Saint Bruno (LYON) 3-1
à Malaunay : Amicale de MALAUNAY – Union Sportive Fécampoise (FECAMP) 4-2
à Marseille : Club Athlétique des Sports Généraux de MARSEILLE – Cercle des Nageurs de LYON 7-1
à Draguignan : Sports Athlétiques Provençaux (MARSEILLE) - Sporting Club Dracénois (DRAGUIGNAN) 1-1
à Metz : Association Sportive Messine – Club Sportif STIRING-WENDEL 4-0
à Monaco : Monaco Sports – Phocée Club Marseille 4-0
à Montbéliard : Association Sportive de MONTBELIARD – Racing Club Bourguignon (DIJON) 12-0
à Montmorency : Association Sportive de MONTMORENCY – Amical Club Nord Parisien (SARCELLES) 7-0
à Montpellier : Football Club Montpelliérain – Sporting Club Victor Hugo (MARSEILLE) 3-1
à La Grand’ Combe : Stade Olympique Montpelliérain (DH Sud-Est) – Stade Sainte Barbe La Grand'Combe (2ème série Languedoc) 5-0
à Montrouge : Cercle Athlétique de MONTROUGE – Club Olympique du XIVe arrondissement de PARIS 8-0
à Morez : Union Sportive Morézienne (MOREZ) – Amicale des Charpennes (VILLEURBANNE) 1-0
à Nantes : La Mellinet (NANTES) – Union Sportive Bauloise (LA BAULE) 6-0
à Angers : Stade Nantais Université Club (NANTES) - Sporting Club de l’Ouest (ANGERS) 5-0
à Neuilly sur Seine : Club Sportif de Neuilly (NEUILLY SUR SEINE) – Club Sportif de BOIS COLOMBES 4-2
à Nîmes : International Football Club (NICE) – Football Association Nîmois (NÎMES) : forfait de Nîmes 
à Châtillon : Club Athlétique du XIVe Arrondissement (PARIS) – Union Sportive du XVe Arrondissement (PARIS) 9-1
à Orléans : Club Français (PARIS) - Société Nautique du Loiret (ORLEANS) 5-0
à Puteaux : Club d’Encouragement aux Sports (PARIS) – PARIS Star 2-1
à Vaucresson : Sporting Club Français (PARIS) - Etoile des Deux Lacs (PARIS) 1-0
à Paris : Union Athlétique du XVIe Arrondissement (PARIS) – Standard Athlétic Club (PARIS) 6-1
à Petite Rosselle : Société Sportive La Renaissance de PETITE ROSSELLE – Cercle Sportif Mars 1905 (BISCHHEIM) : 4-1
à Reims : Société Sportive du Parc Pommery (REIMS) – Union Sportive Laonnaise (LAON) 1-0
à Mézières : Sporting Club Rémois (REIMS) – Racing Club Macérien (MEZIERES) 2-1 ap
à Remiremont : Association Sportive Romarimontaine (REMIREMONT) – Union Sportive d’AUDINCOURT 5-0
à Rennes : Association Sportive des Cheminots Rennais (RENNES) – DINARD Amical Sporting Club : forfait de Dinard
à Romilly sur Seine : Prolétarienne de Romilly (ROMILLY SUR SEINE) – Section Sportive de la Courageuse de Romilly (ROMILLY SUR SEINE) : 2-0
à Sézanne : Union Sportive Romillonne (ROMILLY SUR SEINE) – Sport Athlétique Sézannais (SEZANNE) : 4-2
à Somain : Stade Roubaisien (ROUBAIX) – Iris Club Somainois (SOMAIN) 2-1
à Rueil : RUEIL Athlétic Club – Etoile Sportive de SARTROUVILLE 6-0
à Saint Aubin les Elbeuf : Club Athlétique Saint Aubinois (SAINT AUBIN LES ELBEUF) – Union Sportive Stéphanaise (SAINT ETIENNE DU ROUVRAY) 4-2
à Saint Dié : Stade Déodatien (SAINT DIE) – Groupe Sportif Toulois (TOUL) 10-0
à Saint Etienne : Sporting Club Forézien (SAINT ETIENNE) – LYON Athlétic Sports 2-1
à Taverny : Cosmopolitan Club (SAINT LEU-TAVERNY-BESSANCOURT) – Sotteville Football Club (SOTTEVILLE LES ROUEN) 2-1
à Saint Maur des Fossés : Vie au Grand Air de SAINT MAUR DES FOSSES – Club Sportif Garennois (LA GARENNE-COLOMBES) 7-0
à Colombes : Jeunesse Sportive de SAINT OUEN – Sporting Club Universitaire de FRANCE (PARIS) 1-0
à Saint Raphaël : Stade Raphaëlois (SAINT RAPHAËL) – Club Athlétique de MARSEILLE : forfait de Marseille
à Sarreguemines : Association Sportive de SARREGUEMINES – Football Club de WISSEMBOURG : 8-1
à Schiltigheim : Sporting Club de SCHILTIGHEIM – Stade Universitaire Lorrain (NANCY)5-2
à Paris : Union Athlétique Sedanaise (SEDAN) – Société Athlétique Parisienne (PARIS) 3-3
à Sélestat : Sporting Club de SELESTAT 1906 – Union Lorraine de ROMBAS 4-1
à Amiens : Beauvoisine Football Club (SOTTEVILLE LES ROUEN) - Stade Amiénois (AMIENS) 4-0
à Strasbourg : Football Club de STRASBOURG 1906 - Football Association ILLKIRCH-GRAFFENSTADEN 9-0
à Strasbourg : Racing Club de STRASBOURG – Football Club Nancéien (NANCY) 8-0
à Thiers : Club Amical Sportif Thiernois (THIERS) – Union Fraternelle Machinoise (LA MACHINE) : 12-0
à Toulouse : Stade Toulousain (TOULOUSE) – La Caudérienne (CAUDERAN) 2-2 ap
au Mans : Association Sportive du Centre (TOURS) - Union Sportive du Mans (LE MANS) 4-1
à Troyes : Union Sportive Troyenne – Vélo Sport de SENS 3-1
à Villerupt : Sporting Club Villeruptien – La Renaissance Sportive (ROSSELANGE) 7-0

matchs rejoués le 24/09/22
Section Athlétique Universitaire de LIMOGES - Association Sportive de CHATEAUROUX 2-1
Sports Athlétiques Provençaux - Sporting Club Dracénois 3-0

match rejoué le 01/10/22
Union Athlétique Sedanaise  – Société Athlétique Parisienne 

matchs rejoués le ?
Stade Compiégnois – Union Sportive du Marais (PARIS) 
Stade Toulousain ' – La Caudérienne (CAUDERAN)

## 2etour
Le 2e tour se joue le premier octobre 1922.
| Équipe 1                          | Score | Équipe 2                            |  |
| Stade raphaëlois (PH Côte d'Azur) | 6 - 1 | FC Montpellier (2e série Languedoc) |  |
| SO Montpellier (DH Sud-Est)       | 7 - 0 | ES Carmaux (Midi)                   |  |
| Gallia Club Lunel (Ch.Languedoc)  | 7 - 4 | International FC Nice               |  |

RC Cannes 4 - 4 CASG Marseille
Antibes Olympique 2 - 0 CA Capellette Marseille
AF Garenne Colombes 10 - 0 Chalon-sur-Saône
Club Français 3 - 0 Elbeuf
CE Sports 2 - 2 CA Boulonnais
USA Clichy forfait Stade Lavallois
JA St-Ouen 4 - 1 L'Isle Adam
AS Maison Alfort 4 - 0 AS Montmorency
Sports Provençaux 4 - 0 RS Alais
AS Lyonnaise 4 - 3 CO St-Chamond
FC Lyon 3 - 1 SC Grenoble
L.O.U. 4 - 1 US Modane
CS Lyonnais 3 - 1 FC Thonon
SE Fivois 6 - 1 SC St-Pol
US Dunkerque Malo 5 - 0 Stade Béthunois
Stade Havrais 3 - 0 CS Neuilly
SC Tourcoing 7 - 3 US Bruay
Stade Roubaisien 4 - 0 SC Lourches
RC Arras 2 - 1 Bully Grenay
AC Cambrai 3 - 1 US Avesnes
SC Caudry forfait Cheminots Roye

## 3etour
Le 3e tour se joue le 5 novembre 1922.
| Équipe 1                    | Score             | Équipe 2                         |  |
| SO Montpellier (DH Sud-Est) | 3 - 1 (ap. prol.) | Rhône Sportif (Lyonnais)         |  |
| Stade raphaëlois            | 1 - 0             | Gallia Club Lunel (Ch.Languedoc) |  |

Antibes Olympique 2 - 0 US Vergèze
RS Strasbourg 10-1 CS Lyon
AS Strasbourg 7-1 Petite Rosselle
Sélestat 2-1 St Dié
Bischwiller 11-1 Sarreguemines
FC Mulhouse 2-1 SU Lunéville
RC Strasbourg 3-0 AS Lyon

## Trente-deuxièmes de finale
Les trente-deuxièmes de finale se jouent le 3 décembre 1922. Les matches à rejouer le sont le 17 décembre 1922 avec inversion de terrain par rapport au premier match.
| Lieu(x)          | Équipe 1                | Score        | Équipe 2               |
| Bordeaux         | Stade Bordelais UC      | 6 - 0        | SO Montpelliérain      |
| Cette            | Antibes Olympique       | 1 - 3        | VGA Médoc              |
| Boulogne, Paris  | US Boulogne             | 1 - 1, 1 - 0 | JA Saint-Ouen          |
| Nantes           | Stade Nantais UC        | 1 - 2        | AS Brestoise           |
| Calais           | RC Calais               | 2 - 0        | SC Caudrésien          |
| Saint-Raphaël    | Stade raphaëlois        | 0 - 3        | FC Cette               |
| Dunkerque, Paris | US Dunkerque-Malo       | 0 - 0, 3 - 2 | Stade français         |
| Le Havre         | Le Havre AC             | 6 - 1        | SO de l'Est            |
| Levallois        | FEC Levallois           | 2 - 0        | RC d'Arras             |
| Lille            | Olympique Lillois       | 8 - 1        | Stade Compiégnois      |
| Lyon             | Lyon OU                 | 2 - 1        | AS Cannes              |
| Paris, Dieppe    | AS Amicale              | 0 - 0, 1 - 0 | FC Dieppe              |
| Marseille        | Olympique de Marseille  | 4 - 0        | SC Bastidienne         |
| Nîmes            | SC Nîmes                | 2 - 1        | Section Burdigalienne  |
| Angers           | CS Jean Bouin           | 1 - 3        | CA Paris               |
| Mulhouse         | AS Mulhouse             | 0 - 1        | CASG Paris             |
| Paris            | Club français           | 2 - 0        | AS Strasbourg          |
| Caen             | Stade Malherbe caennais | 3 - 4        | Olympique de Paris     |
| Paris            | RC France               | 3 - 0        | FC Mulhouse            |
| Châlon-sur-Saône | AS Lyonnaise            | 2 - 5        | US Suisse              |
| Paris, Belfort   | AS Française            | 1 - 1, 5 - 0 | US Belfort             |
| Amiens           | Amiens AC               | 0 - 3        | US Quevilly            |
| Brest            | L'Armoricaine de Brest  | 1 - 3        | Stade Rennais UC       |
| Roubaix          | RC Roubaix              | 5 - 1        | USA Clichy             |
| Rouen            | FC Rouen                | 4 - 0        | JS Desvroise           |
| Paris            | Red Star Club           | 5 - 1        | FC Bischwiller 07      |
| Saint-Servan     | US Servannaise          | 1 - 0        | AS La Garenne Colombes |
| Sélestat         | SC Sélestat             | 2 - 0        | Stade Roubaisien       |
| Reims            | SC Rémois               | 0 - 3        | SC Red Star Strasbourg |
| Paris            | UA du XVIe              | 0 - 2        | US Tourcoing           |
| Lyon             | AS Valentigney          | 1 - 0        | S.A. Provençaux        |
| Paris            | CA Vitry                | 3 - 2        | CA Messin              |

## Seizièmes de finale
Les seizièmes de finale se jouent le 7 janvier 1923 sauf ceux marqués (*) qui le sont le 21 janvier 1923.
| Lieu(x)                | Équipe 1               | Score        | Équipe 2               |
| Cette, Paris (*)       | FC Cette               | 1 - 1, 3 - 2 | US Suisse              |
| Abbeville              | Le Havre AC            | 2 - 1        | US Boulogne            |
| Strasbourg             | SC Red Star Strasbourg | 1 - 1        | FEC de Levallois       |
| Asnières (*)           | FEC de Levallois       | 2 - 0        | SC Red Star Strasbourg |
| Rouen (*)              | Olympique Lillois      | 2 - 1        | AS Amicale             |
| Valentigney            | AS Valentigney         | 1 - 6        | Olympique de Marseille |
| Bordeaux               | VGA Médoc              | 1 - 2        | SC Nîmes               |
| Paris                  | CA Paris               | 2 - 1        | RC Calais              |
| Boulogne-sur-Seine (*) | CASG Paris             | 3 - 0        | Stade Bordelais UC     |
| Paris                  | Olympique de Paris     | 10 - 0       | Lyon OU                |
| Angers                 | US Servannaise         | 2 - 5        | RC France              |
| Troyes                 | SC Sélestat 1906       | 1 - 6        | AS Française           |
| Rennes                 | Stade Rennais UC       | 4 - 2        | Club français          |
| Le Petit Quevilly      | US Quevilly            | 1 - 5        | RC Roubaix             |
| Lille                  | US Dunkerque-Malo      | 1 - 2        | FC Rouen               |
| Brest                  | AS Brestoise           | 0 - 2        | Red Star Club          |
| Tourcoing              | US Tourcoing           | 2 - 0        | CA Vitry               |

## Huitièmes de finale
Les huitièmes de finale se jouent le 4 février 1923.
| Équipe 1           | Score | Équipe 2               | Lieu                           | Spectateurs |
| Red Star Club      | 1 - 0 | US Tourcoing           | Stade de Paris (Saint-Ouen)    |             |
| FC Rouen           | 1 - 0 | CA Paris               | Stade des Bruyères (Rouen)     |             |
| RC Roubaix         | 4 - 2 | CASG Paris             | (Roubaix)                      |             |
| SC Nîmes           | 2 - 0 | Olympique de Marseille | (Nîmes)                        |             |
| Olympique de Paris | 4 - 1 | RC France              | Stade Bergeyre (Paris)         |             |
| FC Cette           | 1 - 0 | AS Française           | Stade des Iris (Villeurbanne)  | 4 000       |
| Stade Rennais UC   | 4 - 2 | Le Havre AC            | (Le Havre)                     |             |
| FEC Levallois      | 1 - 0 | Olympique lillois      | Stade Paul Delique (Abbeville) |             |

Sur réclamation de l'A.S. Française (arguant faussement que G. Kramer n'avait pas 6 mois de résidence en France comme l'exigeait le règlement), le Bureau Fédéral disqualifie le F.C. de Cette le 28 février. La décision est confirmée le 6 mars mais annulée le 15 avril. Voir plus bas (Quarts de Finale).

## Quarts de finale
Les quarts de finale se jouent le 4 mars 1923 sauf Rennes-Cette, le 22 avril
| Équipe 1           | Score | Équipe 2      | Lieu                              | Spectateurs      |
| Olympique de Paris | 3 - 0 | FEC Levallois | Stade des Bourguignons (Asnières) | public nombreux  |
| Red Star Club      | 4 - 0 | RC Roubaix    | Stade des Bruyères (Rouen)        | public nombreux  |
| FC Rouen           | 2 - 1 | SC Nîmes      | (Lyon)                            | public restreint |
| Stade rennais UC   | 0 - 2 | FC Cette      | Route de Lorient (Rennes)         | 6 à 10 000       |

Le 15 avril, en appel, le Conseil National de la FFFA revient sur la décision du Bureau Fédéral et requalifie le F.C. de Cette aux dépens de l'A.S. Française. Le match Stade Rennais U.C. - A.S. Française est annulé, et le Stade Rennais U.C., qui s'était qualifié et avait déjà joué sa demi-finale, doit reprendre la compétition au niveau des Quarts de Finale contre Cette !

## Demi-finales
| Clubs              | Red Star Club - Olympique de Paris |
| Score              | 1 - 0 (1 - 0) |
| Date               | 8 avril 1923 |
| Lieu               | Stade Pershing (Paris) |
| Affluence          | 15 000 |
| Buts               | Brouzes (41e) pour le Red Star. |
| Red Star Club      | Pierre Chayriguès - Maurice Meyer, Lucien Gamblin (cap.) - Robert Joyaut, François Hugues, Philippe Bonnardel - Lucien Cordon, Juste Brouzes, Paul Nicolas, Marcel Naudin, Raymond Sentubéry. |
| Olympique de Paris | Maurice Cottenet - Paul Baron, Adolphe - Ernest Clère, Antoine Parachini, Louis Mistral - Jules Dewaquez, Georges Stuttler, Mercier (Albert ?), Louis Darques (cap.), Robert Dufour.          |

| Clubs     | FC Rouen - FC Cette |
| Score     | 0 - 1 (0 - 1) |
| Date      | 29 avril 1923 |
| Lieu      | Stade des Bruyères (Rouen) |
| Affluence | 15 000 |
| Buts      | Dangles (10e) pour Cette. |
| FC Rouen  | William Barnes - Charles Demeilliez, Jacques Canthelou - Charles Witty, André Hérubel, André Blaizot (cap.) - André Burel, Campbell, Bachelet, Alexandre Halotel, André Renault.     |
| FC Cette  | François Encontre - Léon Huot, Ernest Gravier - Oskar Berntsson, Arthur Parkes, René Dedieu - William Cornelius, Georges Kramer, Victor Gibson, Marcel Dangles (cap.), Robert Pujol. |

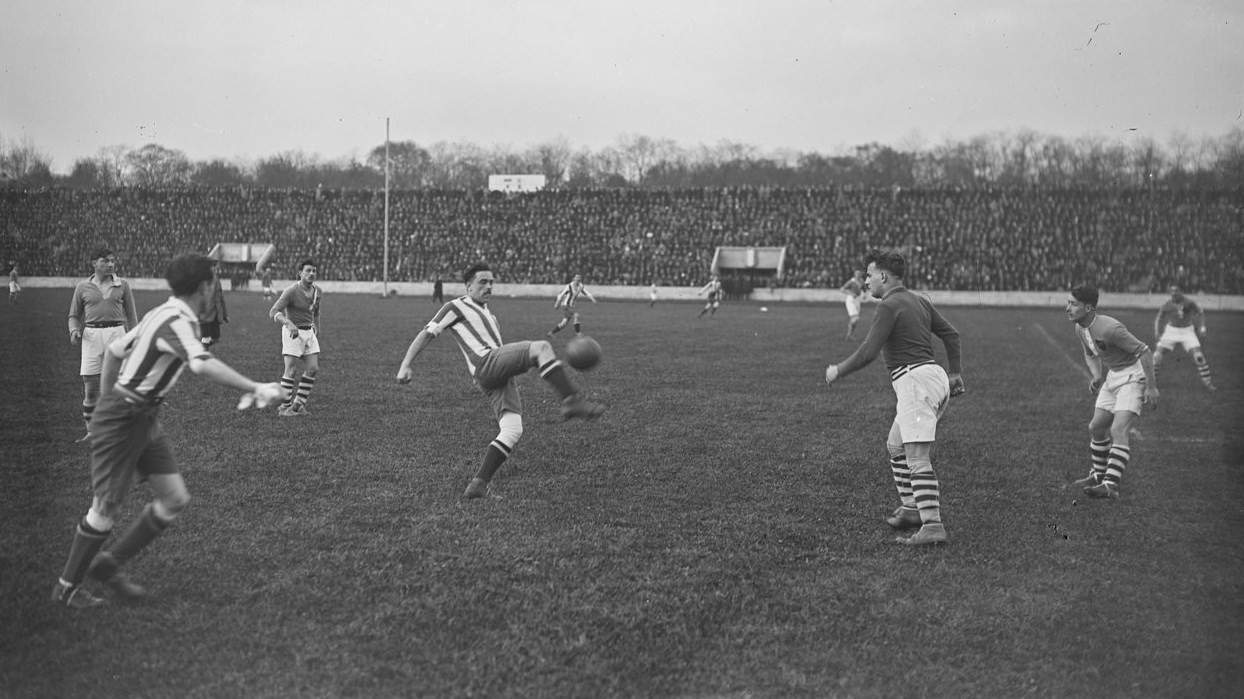
Dans un véritable derby, le Red Star AC affronte l'Olympique de Paris en demi-finale. Paul Nicolas, au centre, et ses coéquipiers du Red Star s'imposent par 1-0.

Le Stade Rennais U.C. avait joué sa demi-finale le 8 avril à Rennes contre le F.C. Rouennais (score 1-1). Ce match a été annulé à la suite de la décision du Conseil National de la FFFA du 25 avril de requalifier le F.C. de Cette.

## Finale
| Clubs         | Red Star Club - FC Cette |
| Score         | 4 - 2 (4 - 2) |
| Date          | 6 mai 1923 |
| Stade         | Stade Pershing, Paris 20 000 spectateurs - Recette : 106 911F |
| Arbitre       | M. Gabriel Jandin |
| Buts          | Naudin (2e, 7e), Cordon (11e), Joyaut (17e) pour le Red Star. Cornélius (16e), Kramer (27e) pour Cette.                                                                                       |
| Red Star Club | Pierre Chayriguès - Maurice Meyer, Lucien Gamblin (cap.) - Robert Joyaut, François Hugues, Philippe Bonnardel - Lucien Cordon, Juste Brouzes, Paul Nicolas, Marcel Naudin, Raymond Sentubéry. |
| FC Cette      | François Encontre - Léon Huot, Ernest Gravier - Oskar Berntsson, Albert Jourda, René Dedieu - William Cornélius, Georges Kramer, Arthur Parkes, Marcel Dangles (cap.), Robert Pujol.          |

## Sources
- coll., La Coupe de France de football, Paris, FFF, 1993, p. 25-27
- presse"le matin"
- résultats du troisième tour